# ژان-پیر ویدال
ژان-پیر ویدال (انگلیسی: Jean-Pierre Vidal؛ زادهٔ ۲۴ فوریهٔ ۱۹۷۷) اسکی‌باز آلپاین اهل فرانسه است.